# Starohercegovačka plemena
Starohercegovačka plemena su plemena koja se nalaze na teritoriji današnje Crne Gore i koja pripadaju oblasti Stara Hercegovina.
Sva Starohercegovačka plemena imala su važnu ulogu u Crnogorsko-turskom ratu i Hercegovačkom ustanku. Pripali su Crnoj Gori odlukom Berlinskog kongresa 1878.